# Nachschon-Einheit

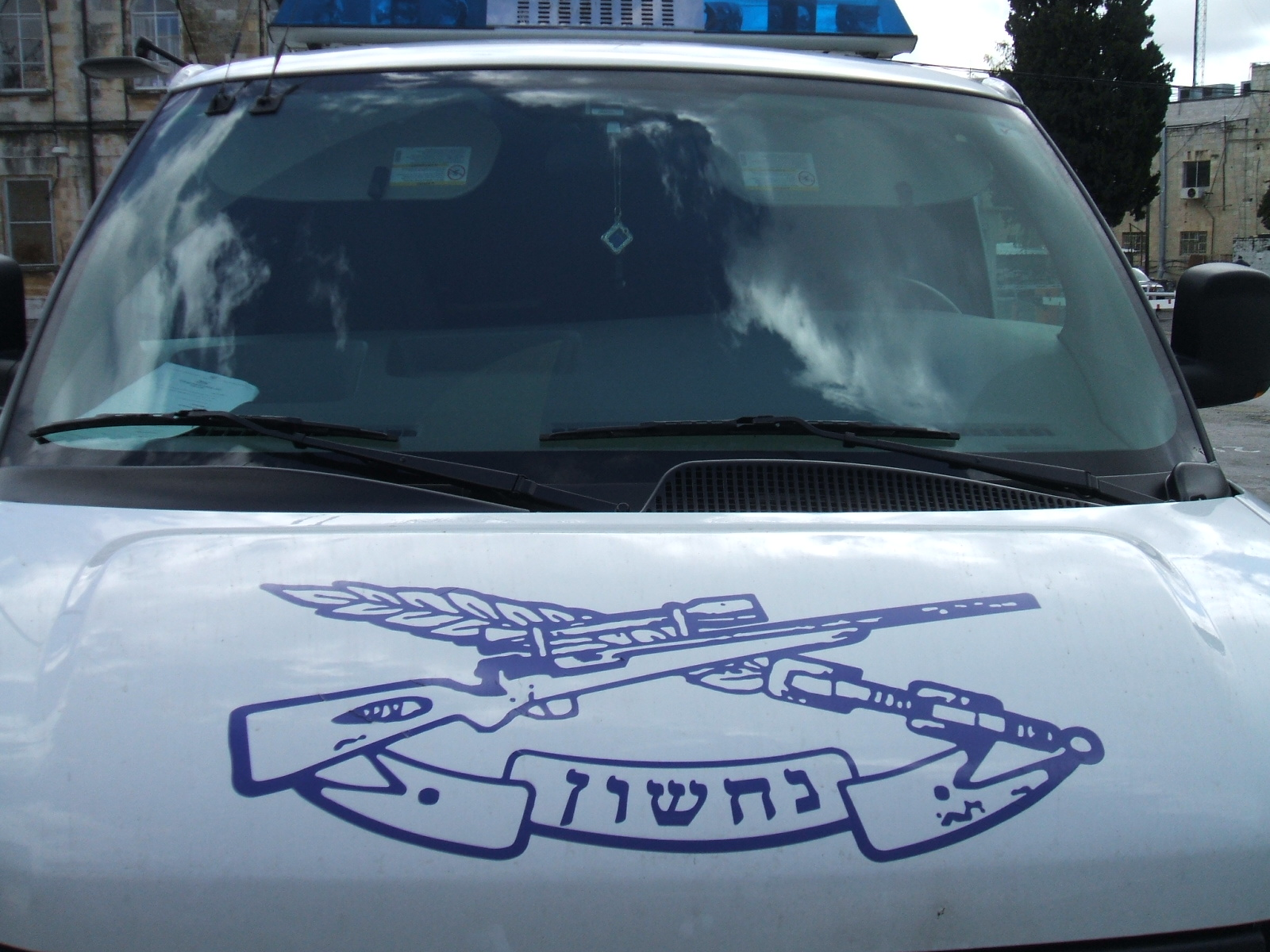
Fahrzeug der Nachschon-Einheit.

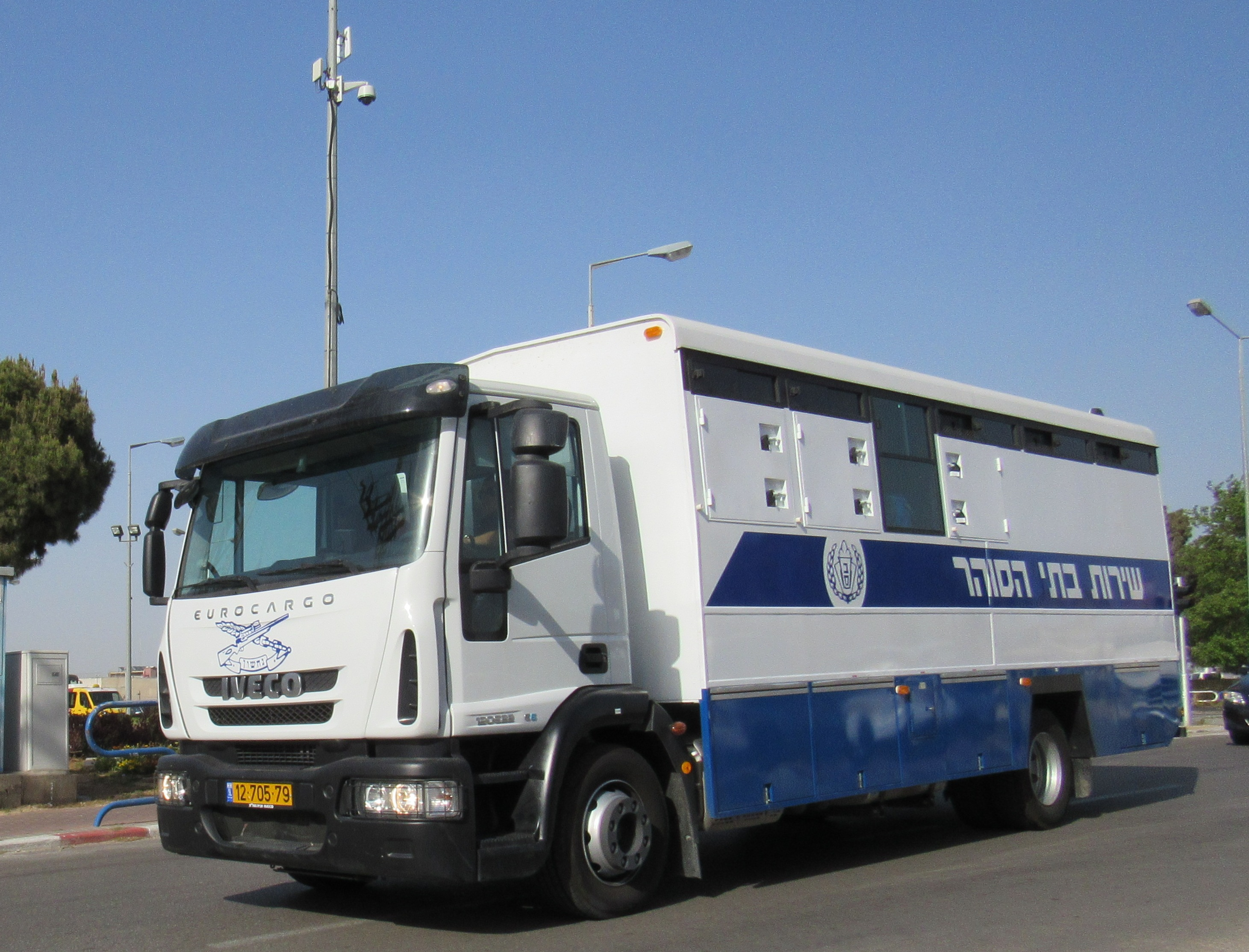
Justizbus der IPS

Die Nachschon-Einheit (hebräisch יְחִידַת נַחְשׁוֹן Jəchīdat Nachschōn, in Sprachen ohne den Laut ch (IPA χ) auch: Nahshon) ist das Hauptinterventions- und Beförderungszentrum des israelischen Justizvollzugs (Israel Prison Service, IPS, hebräisch שֵׁרוּת בָּתֵּי הַסֹּהַר Scherūt Battei haSohar) und befasst sich mit Durchsuchungen, Ausschalten von Gefährdungen und dem Schutz von IPS-Mitarbeitern.
Die Nachschon-Einheit ist der operative Arm des IPS. Die Einheit wurde 1973 gegründet und dient zur Beobachtung von Gefangenen, operativen Eingriffen und zur Sicherheit. Zu den Aufgaben der Einheit gehören unter anderem das  Eskortieren von Inhaftierten zwischen Haftanstalten. Die Einheit hilft in Haftanstalten bei der Suche nach Waffen, Drogen, Notizen, Sprengstoffen, Mobiltelefonen, SIM-Karten und anderen Hilfsmitteln für mögliche terroristische Anschläge oder Ausbruchsversuche. Die Einheit gewährleistet auch die Sicherheit der Mitarbeiter eines Gefängnisses.
Gefangene werden durch die Nachschon-Einheit im Rahmen internationaler Auslieferungsabkommen in ein anderes Land überführt oder zur Gerichtsverhandlung begleitet. Die Einheit sorgt für die Sicherheit der Gefangenen im  Gerichtssaal, begleitet gefährliche Gefangene bei ihren Hausbesuchen oder wenn sie das Gefängnis zur medizinischen Behandlung verlassen müssen. Mitglieder der Nachschon-Einheit begleiten täglich rund 1800 Gefangene, Kriminelle und Terroristen in den Fahrzeugen der Einheit, was einer jährlichen Anzahl von 390.000 Gefangenen entspricht. Die Einheit verfügt hierfür über Hunderte von speziell entwickelten Fahrzeugen zum Gefangenentransport. Die Nachschon-Einheit ist in drei Brigaden aufgeteilt und untersteht der Führung des Hauptquartiers der Einheit.